# N921 (België)
De N921 is een gewestweg in de Belgische provincie Namen. Deze weg vormt de verbinding tussen Ciney en Bierwart.
De totale lengte van de N921 bedraagt ongeveer 33 kilometer.

## Plaatsen langs de N921
- Ciney
- Emptinal
- Emptinne
- Champion
- Gramptinne
- Sorée
- Ohey
- Coutisse
- Groynne
- Andenne
- Seilles
- Petit-Waret
- Bierwart